# 南威尼斯 (佛羅里達州)
南威尼斯（英語：South Venice）是位於美國佛羅里達州薩拉索塔縣的一個人口普查指定地區。

## 地理
南威尼斯的座標為27°02′45″N 82°24′54″W / 27.04583°N 82.41500°W，而該地最高點為海拔高度4米（即13英尺）。

## 人口
根據2010年美國人口普查的數據，南威尼斯的面積為16.60平方千米，當中陸地面積為15.60平方千米，而水域面積為1.00平方千米。當地共有人口13949人，而人口密度為每平方千米840人。